# Veluša
Veluša je naseljeno mjesto u općini Konjic, Federacija Bosne i Hercegovine, BiH.
Nalazi se istočno od Konjica, na planini Visočici.

## Stanovništvo

### 1991.
Nacionalni sastav stanovništva 1991. godine, bio je sljedeći:
ukupno: 48
- Muslimani – 48

### 2013.
Nacionalni sastav stanovništva 2013. godine, bio je sljedeći:
ukupno: 6
- Bošnjaci – 6

## Vanjske poveznice
- Satelitska snimka  Arhivirana inačica izvorne stranice od 28. listopada 2020. (Wayback Machine)